# Anastásios Goúsis
Anastásios (Tasos) Goúsis (Grieks: Αναστάσιος (Τάσος) Γκούσης) (7 juli 1979) is een Griekse sprinter. Hij is meervoudig Grieks kampioen op diverse sprintafstanden. Ze nam tweemaal deel aan de Olympische Spelen, maar won hierbij geen medailles.

## Biografie
Zijn eerste succes behaalde hij in 2000. Toen werd hij Grieks indoor- en outdoorkampioen op zowel de 200 m en de 400 m In datzelfde jaar vertegenwoordigde hij ook Griekenland op de Olympische Spelen van Sydney op de 200 m en de 400 m. Op beide onderdelen sneuvelde hij in de kwalificatieronde. Vier jaar later op de Olympische Spelen van Athene kwam hij tot halve finale op de 200 m en deed mee aan de 4 x 400 m estafette.
Hij werd achtste op de 200 m op de Europese kampioenschappen atletiek 2006 in Göteborg en het WK 2007 in Osaka. In 2008 werd hij positief getest bij een dopingcontrole voor zijn vertrek naar Peking voor de Olympische Spelen van 2008. Bij het met het verboden middel methyltrienolone aangetroffen in zijn A-staal. Hij zou uitkomen op de 200 m. De Griekse atletiekunie heeft bevestigd dat er een atleet is teruggetrokken.

## Titels
- Balkan kampioen 200 m (indoor) - 2002
- Grieks kampioen 200 m (indoor) - 2000
- Grieks kampioen 400 m (indoor) - 2000, 2004
- Grieks kampioen 100 m (outdoor) - 2006
- Grieks kampioen 200 m (outdoor) - 2000, 2004, 2005, 2006
- Grieks kampioen 400 m (outdoor) - 2000, 2001, 2004

## Persoonlijke records
Outdoor
| Onderdeel | Prestatie | Datum             | Plaats   |
| --------- | --------- | ----------------- | -------- |
| 100 m     | 10,27 s   | 10 september 2006 | Athene   |
| 200 m     | 20,11 s   | 2007              |          |
| 400 m     | 45,55 s   | 5 augustus 2000   | Kastoriá |

Indoor
| Onderdeel | Prestatie | Datum            | Plaats |
| --------- | --------- | ---------------- | ------ |
| 200 m     | 21,08 s   | 19 februari 2000 | Pireás |
| 400 m     | 46,73 s   | 18 februari 2000 | Pireás |

## Palmares

### 100 meter
- 2006:  Europacup B - 10,45 s
- 2006: 9e Wereldbeker - 10,34 s

### 200 meter
- 2002:  Balkan Games - 21,19 s
- 2003:  Balkan Games - 20,53 s
- 2006: 4e Europacup B - 20,95 s
- 2006:  Europacup B - 20,54 s
- 2006: 8e EK - 20,94 s
- 2006: 6e Wereldbeker - 20,69 s
- 2007: 8e WK - 20,75 s